# Arama
Arama è un comune spagnolo di 163 abitanti situato nella comunità autonoma dei Paesi Baschi.